# Alan Sues
Alan Sues, né le 7 mars 1926 à Ross, Californie (États-Unis) et mort le 1er décembre 2011, est un acteur américain.

## Filmographie
- 1963 : The Wheeler Dealers d'Arthur Hiller : Whitby
- 1963 : Move Over, Darling : Court clerk
- 1964 : Les Jeux de l'amour et de la guerre (The Americanization of Emily) : Enright
- 1964 : La Quatrième Dimension (The Twilight Zone) (Série TV) : épisode Les Masques (The Masks) de Ida Lupino (saison 5, épisode 25) : Wilfred Harper Jr
- 1966 : Off We Go (série TV) : Lt. Jefferson Dale
- 1977 : Raggedy Ann & Andy: A Musical Adventure : The Knight (voix)
- 1979 : Beanes of Boston (TV) : Mr. Humphries
- 1979 : Rudolph and Frosty's Christmas in July (TV) : Scratcher the jealous reindeer (voix)
- 1980 : Oh Heavenly Dog : Freddie
- 1980 : Gridlock (TV) : Dudley
- 1984 : Snowballing : Roy
- 1986 : What Has Four Wheels and Flies (TV)
- 1995 : A Bucket of Blood (TV) : Art Buyer
- 1999 : Lord of the Road